# Scompenso adolescenziale
Con l'espressione scompenso adolescenziale si comprende una serie di manifestazioni di disturbo del comportamento in una persona in età adolescenziale, che emergono in modo più o meno improvviso a rompere un equilibrio precedente, personale e familiare, e comportano l'interruzione o il sovvertimento delle abitudini e routine di vita fino ad allora perduranti.
Sia l'adolescente in questione che i familiari, specie i genitori o coloro che ne svolgono le funzioni, sono coinvolti in una crisi funzionale della loro vita affettivo-relazionale, che ne può mettere in difficoltà la resistenza emotiva e la capacità di affrontare la situazione.
In base alla tipologia di difficoltà, ed alle eventuali problematiche psicologiche causali, il disagio dell'adolescente può portare ad interrompere la frequenza scolastica, i contatti e le attività extrascolastiche ed extrafamiliari; nei casi più seri le manifestazioni del disagio possono alterare il ritmo del sonno, lo stato mentale, le percezioni, le relazioni e le comunicazioni e i comportamenti, a seconda delle forme che lo scompenso può prendere. Interventi psicologico-clinici o psicoterapeutici possono essere finalizzati sia a supportare l'adolescente, che il suo nucleo familiare.
Nei casi più gravi, in cui l'aspetto psicopatologico diviene rilevante, può assumere forme di necessità di intervento in urgenza di un servizio di neuropsichiatria infantile.